# Romeinse villa Bovenste Caumer
De Romeinse villa Bovenste Caumer is een terrein met de resten van een Romeinse villa (complex) in de gemeente Heerlen in de Nederlandse provincie Limburg. De villa lag in een terrein aan de zuidzijde van de straat Bovenste Caumer in buurtschap Bovenste Caumer in de nabijheid van waar de beek Caumerbeek ontspringt. De villa was van het type rustica en was een van de meer dan honderd villa's in Zuid-Limburg.
Zo'n 2,5 kilometer naar het zuidoosten lag de Romeinse villa Kerkrade-Hoeve Overste Hof en zo'n 2,5 kilometer meter westwaarts de Romeinse villa Welterhof. Op zo'n twee kilometer naar het noorden lag de Via Belgica, die Heerlen (de vicus Coriovallum) verbond met Tongeren en Keulen.
De villa was van het porticustype en had een eenvoudige inrichting. Er was geen badinrichting. Mogelijk liggen aan de andere kant van de Romeinenstraat meer resten uit de Romeinse tijd. De opgravingsresten tonen geen brandsporen, wat kan duiden op het vrijwillig verlaten van de villa door de bewoners.